# Gabriella Di Luzio
Gabriella Di Luzio (Napoli, 2 febbraio 1951 – Roma, 30 marzo 2016) è stata un'attrice italiana.

## Biografia
Napoletana residente a Roma, in campo teatrale ha attraversato tutti i generi, dall'avanguardia (Brecht, Viviani), avendo iniziato nelle cantine off della sua città, Napoli, al musical (con Antonella Steni, Fiorenzo Fiorentini e altri), alla commedia napoletana (con Mario Scarpetta e altri), alla sceneggiata napoletana (rimasti famosi i suoi ruoli di "malafemmina" con Pino Mauro, Mario Merola, Beniamino e Rosalia Maggio), al repertorio plautino (con Tato Russo e con Antonio Casagrande).
In campo cinematografico è stata diretta da Fellini (La città delle donne e Ginger e Fred), Liliana Cavani (La pelle), Giancarlo Giannini (Ternosecco), Pasquale Festa Campanile (Gegè Bellavita), Tornatore (Malèna).
Ha partecipato a varie fiction televisive e condotto numerose trasmissioni radiofoniche, spaziando da quelle culturali a quelle canore, al varietà. Gabriella Di Luzio era soprannominata dalla stampa "l'ultima sciantosa" per il repertorio della Belle Époque, ironicamente interpretato nei suoi spettacoli canori.
Ha poi scritto un libro sulla propria battaglia contro il cancro e un romanzo, uscito nel 2012. È morta a Roma il 30 marzo 2016 all'età di 65 anni.

## Filmografia
- Onore e guapparia, regia di Tiziano Longo (1977)
- Napoli... i 5 della squadra speciale, regia di Mario Bianchi (1978)
- Gegè Bellavita, regia di Pasquale Festa Campanile (1978)
- Napoli una storia d'amore e di vendetta, regia di Mario Bianchi (1978)
- Il ritorno di Casanova, regia di Pasquale Festa Campanile (1980)
- Attenti a quei due napoletani, regia di Mario Gariazzo (1980)
- Apocalisse di un terremoto, regia di Sergio Pastore (1982)
- Un jeans e una maglietta, regia di Mariano Laurenti (1983)
- Giuro che ti amo, regia di Nino D'Angelo (1986)
- Ternosecco, regia di Giancarlo Giannini (1987)
- I ragazzi della 3ª C – serie TV, episodi 1x06-1x11 (1987)
- La ragazza del metrò, regia di Romano Scandariato (1988)
- Malèna, regia di Giuseppe Tornatore (2000)